# 德拉蒙德 (愛達荷州)
德拉蒙德（英語：Drummond）是一個位於美國愛達荷州弗里蒙特縣的城市。

## 地理
德拉蒙德的座標為43°59′57″N 111°20′38″W / 43.99917°N 111.34389°W，而該地的平均海拔高度為1710米（即5610英尺）。

## 人口
根據2010年美國人口普查的數據，德拉蒙德的面積為0.25平方千米，當中陸地面積為0.25平方千米，而水域面積為0.00平方千米。當地共有人口16人，而人口密度為每平方千米64人。